# جی‌تی‌تی
جی‌تی‌تی (انگلیسی: GTT) شرکت مخابرات آمریکایی است، که در سال ۱۹۹۸ تأسیس شد.